# ويليام كوك (لاعب كريكت بريطاني)
ويليام كوك (11 أكتوبر 1995 في المملكة المتحدة - ) (بالإنجليزية: William Cook)‏ هو لاعب كريكت بريطاني. لعب مع Leeds/Bradford MCC University ‏.

## وصلات خارجية
- ويليام كوك على موقع إي آس بي آن كريك إنفو (الإنجليزية)